# Vicereame del Perù
Il vicereame del Perù (in spagnolo: Virreinato del Perú), creato nel 1542, fu una suddivisione amministrativa dell'Impero spagnolo in Sudamerica, con capitale a Lima. Il vicereame del Perù fu la più importante delle due principali suddivisioni coloniali dell'America spagnola dal sedicesimo al diciottesimo secolo.
I confini orientali del vicereame del Perù avrebbero dovuto coincidere in teoria col confine fra possedimenti spagnoli e portoghesi stabilito nel 1494 dal trattato di Tordesillas. Gli spagnoli non riuscirono però ad impedire l'espansione portoghese a occidente di quella linea: questo accadde in gran parte nel periodo compreso tra il 1580 e il 1640, durante l'unione tra le due potenze iberiche. La creazione del vicereame della Nuova Granada e del vicereame del Río de la Plata a scapito del territorio del Perù ridusse l'importanza del centro di Lima, e la riduzione della produzione tessile e mineraria favorì la decadenza del vicereame, spostando il commercio a Caracas e Buenos Aires. Il viceregno scomparve a causa dei movimenti di indipendenza dell'inizio dell'Ottocento.

## Storia

### Esplorazione e colonizzazione
Dopo la conquista del Perù (1532-1537) venne creata la prima audiencia. Nel 1542, gli spagnoli crearono il vicereame di Nuova Castiglia, in seguito rinominato in vicereame del Perù. Nel 1544 l'imperatore del Sacro Romano Impero Carlo V (Re Carlo I di Spagna) nominò Blasco Núñez Vela come primo viceré del Perù, tuttavia il vicereame non venne organizzato fino all'arrivo del viceré Francisco de Toledo nel 1572. Toledo svolse accurate ispezioni nel territorio coloniale.
Francisco de Toledo creò l'Inquisizione e promulgò diverse leggi a cui dovevano rispondere sia indios che spagnoli, riducendo il potere delle encomienda e l'uso del lavoro forzato a scapito dei nativi. Migliorò la sicurezza del vicereame facendo costruire fortezze, ponti e la Armada del Mar del Sur (flotta del mare meridionale) per combattere i pirati. Francisco de Toledo pose fine allo stato di Vilcabamba, facendo giustiziare Túpac Amaru, e fece prosperare l'economia basata sull'estrazione di minerali, specialmente dalle miniere d'argento di Potosí.
La prima missione gesuita venne fondata nel 1609 con lo scopo di "civilizzare" la popolazione indigena, ma alcune aree erano state occupate dai portoghesi grazie alle azioni dei bandeirantes, che avevano continuato le scorrerie contro gli indios nella regione del Mato Grosso e dell'Amazzonia nel 1600. Gli spagnoli non furono in grado di arrestare l'avanzata portoghese in quanto la foce del Rio delle Amazzoni risiedeva nella parte orientale al limite stabilito, e la morfologia pianeggiante delle regioni del Sertão aveva reso più facile l'avanzamento verso l'entroterra sudamericano a partire da est. Nel 1628 un distaccamento dei bandeirantes rasero al suolo una missione spagnola catturando 60.000 indigeni. La situazione venne risolta tramite il trattato di Madrid del 1750, che certificò il trasferimento di gran parte della regione amazzonica dal vicereame del Perù al Portogallo.
Nel 1617, Francisco de Borja y Aragón divise il governo del Río de la Plata in due, con centro a Buenos Aires e nel Paraguay, entrambe dipendenti dal vicereame del Perù.
Il viceré Borja y Aragón creò il Tribunal del Consulado, una corte amministrativa speciale per gestire gli affari commerciali del vicereame. Diego Fernández de Córdoba fece riformare il sistema fiscale e pose fine alle rivalità che stavano danneggiando il dominio.
Altri viceré, come Fernando Torres, Borja y Aragón, Fernández de Cabrera e Fernández Córdoba fecero rinforzare le milizie navali e fecero costruire diversi porti per contenere gli attacchi dei pirati. Fernández de Cabrera pose fine a una ribellione degli indios Uru e Araucano.

### Periodo degli Asburgo

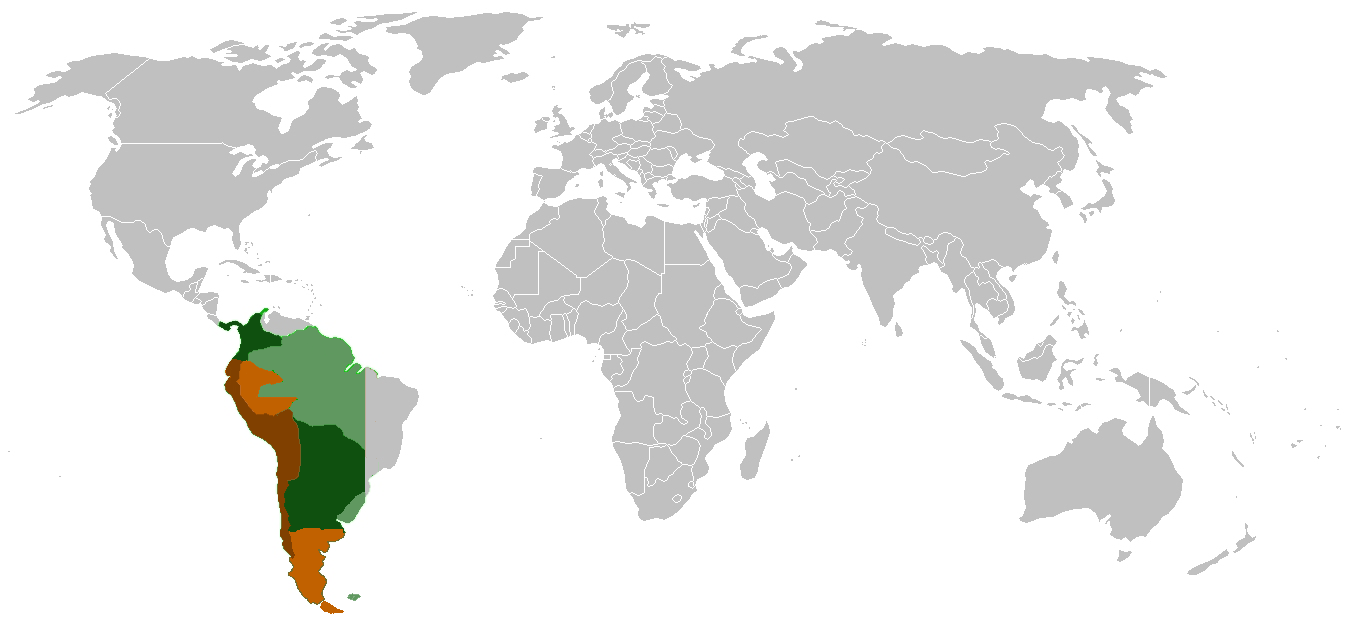
Area colonizzata nel periodo di massima estensione nel 1650 (verde scuro) e il vicereame nel 1816 (marrone scuro)

Per proteggere la costa dell'oceano Pacifico dai contrabbandieri e pirati francesi, inglesi e olandesi, i viceré fecero costruire i porti fortificati di Valdivia, Valparaíso, Arica e Callao, le mura cittadine di Lima nel 1686 e di Trujillo dal 1685 al 1687. Henry Morgan catturò Chagres e saccheggiò la città di Panama nel 1670. Le forze peruviane respinsero gli attacchi di Edward David (1684-1686), Charles Wager e Thomas Colb (1708) e di Woldes (1709-1711). La pace di Utrecht permise agli inglesi di mandare alcune navi per commerciare a Portobelo.
Nel 1656 Pedro Bohórquez si incoronò come imperatore degli indios Calchaquí, sobillando la popolazione indigena. Dal 1665 al 1668, i proprietari di miniere José e Gaspar Salcedo si ribellarono contro il governo coloniale. Il viceré Diego Ladrón de Guevara dovette prendere provvedimenti per fermare una rivolta di schiavi nella hacienda di Huachipa de Lima. Vi furono diversi terremoti nel 1655 e nel 1687, con casi di epidemia.
Durante l'amministrazione di Baltasar de la Cueva Enríquez vennero ratificate le leggi delle Indie. Diego de Benavides y de la Cueva ratificò la Ordenanza de Obrajes nel 1664 e Pedro Álvarez de Toledo y Leiva introdusse il papel sellado (papiro sigillato). Il viceré Diego Ladrón de Guevara fece aumentare la produzione di argento estratto dalle miniere di Potosí, San Nicolás, Cojatambo e Huancavelica. Fece limitare la produzione di aguardiente ottenuto dalla canna da zucchero, tassandola pesantemente.

### Periodo dei Borbone

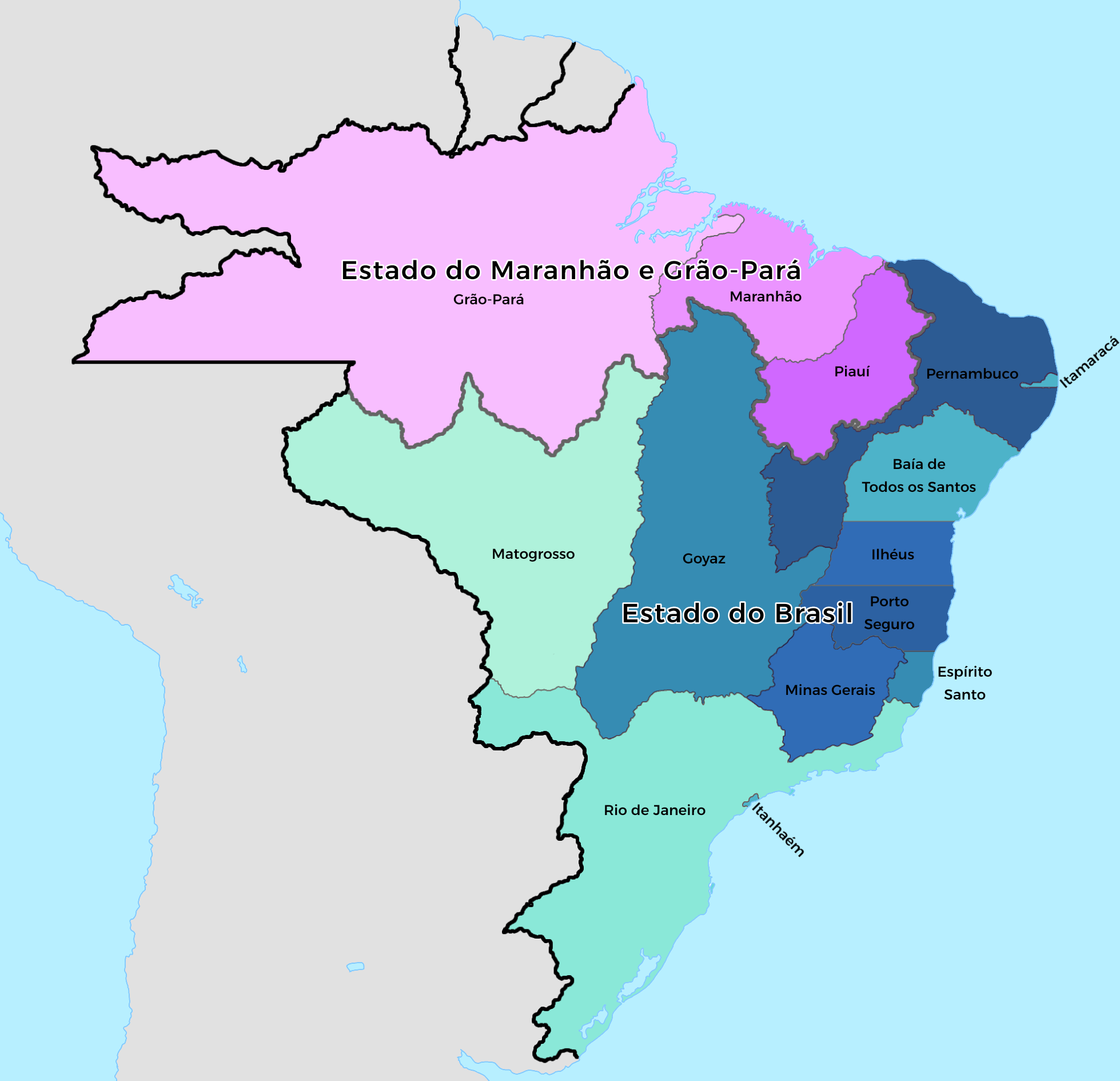
I territori del Brasile dopo il trattato di Madrid del 1750

Nel 1717 venne creato il vicereame della Nuova Granada che includeva una parte delle terre del Perù settentrionale, costituito dalle audiencias di Bogotà, Quito e Panama. Il centro di Buenos Aires perse importanza quando si venne a formare il vicereame del Río de la Plata (Argentina, Bolivia, Paraguay e Uruguay) nel 1776.
Il trattato di Tordesillas venne scartato con la ratificazione del trattato di Madrid che certificava il trasferimento di gran parte del territorio amazzonico al Portogallo.
In questo periodo vi furono molti tentativi di ribellione e diverse insurrezioni.
Gli Inca tentarono alcune insurrezioni contro i coloni: si accesero quattordici rivolte nel diciottesimo secolo, le più importanti delle quali furono quelle comandate da Juan Santos Atahualpa nel 1742 e da Túpac Amaru II nel 1780.
La rivolta dei Comuneros in Paraguay iniziò nel 1721 e terminò nel 1732.
Nel 1767 gli spagnoli espulsero i gesuiti dai vicereami.

### Caduta del vicereame
Il viceré José Fernando de Abascal y Sousa promosse alcune riforme del sistema scolastico, riorganizzò l'esercito e fermò alcuni tentativi di ribellione locali. L'Inquisizione di Lima venne sospesa temporaneamente a causa delle riforme adottate dalla corte di Spagna.
Durante le guerre di indipendenza, iniziate nel 1810, il Perù fu la prima regione in cui la Spagna tentò di placare la rivolta. Abascal riunì le province di Córdoba, Potosí, La Paz, Charcas, Chile e Quito nel vicereame del Perù.
Nel 1812 metà di Guayaquil venne distrutta da un grande incendio.
Lord Thomas Cochrane, comandante della nuova marina del Cile, attaccò senza successo Guayaquil e Callao, riuscendo in seguito a catturare Valdivia. Il vicereame difese l'isola Chiloé fino al 1826.
L'8 settembre 1820 la Expedición Libertadora del Perù, organizzata in Cile, giunse sotto il comando di José de San Martín sulle spiagge di Paracas, vicino alla città di Pisco. San Martín occupò la capitale peruviana il 21 luglio 1821 e il 28 luglio 1821 venne proclamata l'indipendenza.
Il viceré José de la Serna e Hinojosa, alla testa di forze militari di una certa consistenza, si rifugiò a Jauja e in seguito a Cusco.
Il 26 luglio 1822 San Martín e Simón Bolívar si incontrarono a Guayaquil, al fine di definire una strategia per liberare il resto del Perù. San Martín ritornò in Argentina mentre Bolívar preparò un attacco contro le forze pro-spagnole nell'Alto Perù. Nel settembre del 1823 Bolívar arrivò a Lima con Antonio José de Sucre.
Nel febbraio del 1824 le forze pro-spagnole catturarono temporaneamente Lima.
In giugno Bolívar condusse le sue forze ribelli, comandate dal maresciallo di campo José de Canterac: i due eserciti si incontrarono sulle pianure di Junín il 6 agosto 1824, dove i Peruviani riuscirono a vincere la battaglia, combattuta senza alcun uso di armi da fuoco. Le truppe spagnole si ritirarono da Lima una seconda volta.

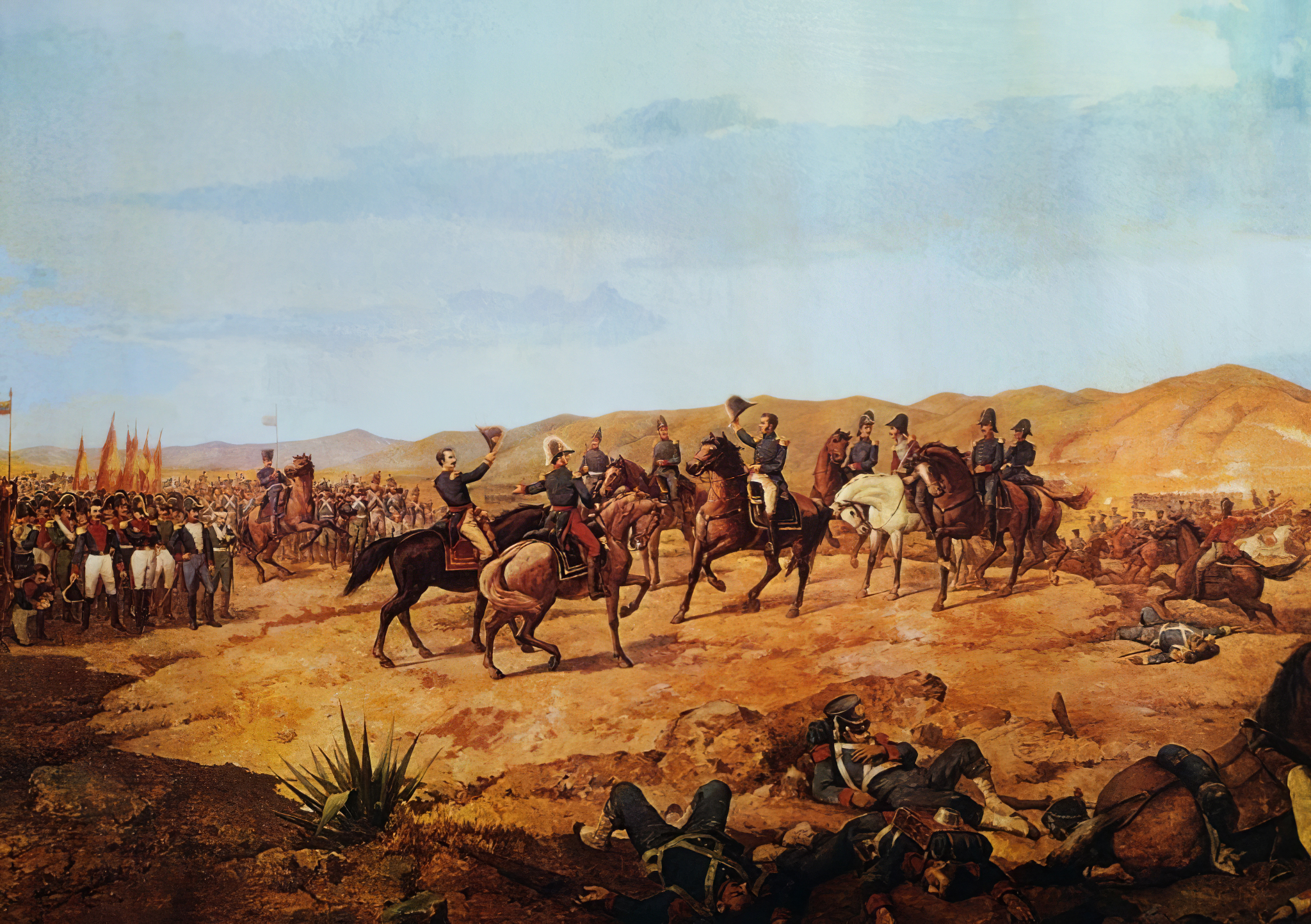
La battaglia di Ayacucho

Le forze della Spagna occupavano ormai solo una piccola area presso la città di Ayacucho, luogo in cui si svolse l'ultima battaglia per l'indipendenza del Perù. Il 9 dicembre 1824 presso Pampa de La Quinua, vicino alla città di Quinua, iniziò la battaglia. Le forze nazionaliste comandate da Antonio José de Sucre, tenente di Bolívar, ne uscirono vincitrici: gli spagnoli persero 2000 uomini sul campo e 3000 vennero fatti prigionieri, mentre il resto del loro esercito fu completamente disperso.
Dopo la battaglia gli spagnoli abbandonarono il Perù, e Serna venne liberato poco tempo dopo per ripartire verso l'Europa.
La Spagna tentò in più riprese di recuperare le proprie colonie, ma nel 1879 riconobbe formalmente l'indipendenza del Perù.

## Politica
La città di Lima, fondata da Francisco Pizarro il 18 gennaio 1535 con il nome Ciudad de los Reyes (Città dei Re), diventò la sede del nuovo vicereame. Con il tempo diventò una città potente, nucleo politico di tutto il sudamerica eccetto il territorio orientale portoghese. Tutta la ricchezza coloniale del sudamerica spagnolo passava attraverso Lima per poi raggiungere l'istmo di Panama, e in seguito giungere a Siviglia in Spagna. Gli encomenderos dipendevano dai capi locali (curacas) e controllavano gli insediamenti più remoti seguendo una precisa gerarchia. Nel diciottesimo secolo Lima era diventata una capitale coloniale aristocratica, sede di una università e la roccaforte maggiore dell'America spagnola.

## Geografia antropica

### Suddivisioni amministrative
Il vicereame era suddiviso in audiencias, o divisioni amministrative. Ognuna di esse era controllata da un governatore regionale che rispondeva direttamente al viceré del Perù. Le divisioni erano le seguenti:
- Real Audiencia di Panamà (1538) dal 1717 al Vicereame della Nuova Granada
- Real Audiencia di Lima (1543)
- Real Audiencia di Santa Fe de Bogotá (1548), fino al 1717
- Real Audiencia di La Plata de los Charcas (1559)
- Real Audiencia di Quito (1563) fino al 1717
- Real Audiencia del Cile (1563-1573; 1606)
- Real Audiencia di Buenos Aires (1661-1672; 1776)
- Real Audiencia di Cusco (1787)

Le Audiencias potevano essere raggruppate in Capitanie Generali e suddivise in governatorati:
- Capitania Generale del Perù e Nuova Castiglia (Audiencias di Lima, Cuzco, Cile, Charcas)
  - Lima
  - Calca e Lares
  - Cañete
  - Chucuito
  - Chachapoyas
  - Huamanga
  - Cuzco
  - Trujillo
  - Arequipa
  - Guamarca e Ayacucho
  - Chuquisaca (Charcas)
  - La Paz
  - Puno e Potosí
  - S. Cruz de la Sierra
  - La Plata
  - Arica
  - Atacama
  - Cochabamba
  - Oruro
  - Oropesa
  - Mojos
  - Chiquitos
  - Los Chicas (Salta)
- Capitania Generale del Cile e Nuova Estremadura (Audiencia del Cile)
  - Santiago del Cile
  - Mendoza
  - SS. Concepción
  - corregimiento di Cuyo
  - Copiapó
  - Valdivia
  - governo militare dell'Isola di Chiloé (Castro)
  - governo militare delle isole Juan Fernández (Forte S. Barbara, 1749)
- Capitanía Generale del Río de la Plata (Viceregno dal 1776)
  - Buenos Aires
  - Asunción de Guayrá e Paraguay
  - Córdoba
  - Tucumán
  - Banda orientale di Uruguay (Montevideo)
  - isola di Santa Caterina (Florianopolis)

## Economia

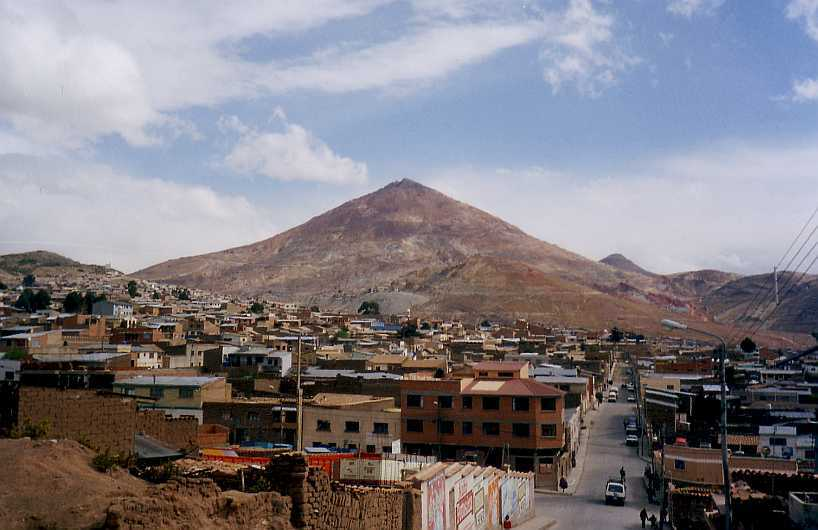
Potosí con Cerro Rico

Il Perù diventò la fonte principale di ricchezza della Spagna e la maggior potenza in sudamerica. Le prime monete coniate in Perù apparvero tra il 1568 e il 1570. Il Viceré Manuel de Oms y de Santa Pau riuscì a mandare una somma consistente al re (pari a 1.600.000 pesos) per coprire parte dei costi della guerra di successione spagnola quando le miniere di Caraboya vennero scoperte. L'argento delle miniere di Potosí si era diffuso in diverse regioni del mondo.
Luis Jerónimo de Cabrera proibì il commercio diretto tra il Perù e la Nuova Spagna, e perseguitò i giudei portoghesi, i principali commercianti a Lima.

## Società

### Evoluzione demografica
Il censo dell'ultimo Quipucamayoc stabilì che vi erano 12 milioni di abitanti nel Perù degli Inca; 45 anni dopo, sotto il viceré Toledo, il censo stabilì che la popolazione indigena si era ridotta a 1 milione e 100 000 unità. Gli spagnoli diedero dei nomi cristiani alle città degli Inca, e vennero ricostruite in maniera da avere una plaza centrale con una chiesa o cattedrale che si affacciava a una residenza ufficiale. Alcune città degli Inca, come Cuzco, mantennero intatte diverse strutture che vennero usate come base per altre costruzioni. Altre città, come Huanuco Viejo, vennero abbandonate a causa della elevata altitudine in cui erano situate.
Il viceré José de Armendáriz permise agli Inca di rango nobile di ottenere il titolo di hidalgo, a patto che fossero in grado di provare il loro status sociale.
Intorno al 1790 il viceré Francisco Gil de Taboada fece approvare il primo censimento officiale della popolazione.